# Frittata
La frittata è un piatto diffuso in tutto il mondo, soprattutto in Italia, il cui principale elemento sono le uova. A seconda degli ingredienti, aggiunti durante o al termine della cottura, può essere consumata come secondo piatto, contorno o come dessert. L'omelette, con la quale venne confusa al di fuori dell'Italia fino alla metà degli anni cinquanta, non viene girata durante la cottura e viene servita piegata in due, eventualmente farcita con altri ingredienti.
In senso più generale, la parola "frittata" indica una qualsiasi preparazione a base di uova che, dopo essere state frullate o sbattute, vengono cotte in padella.

## Preparazione e tipi

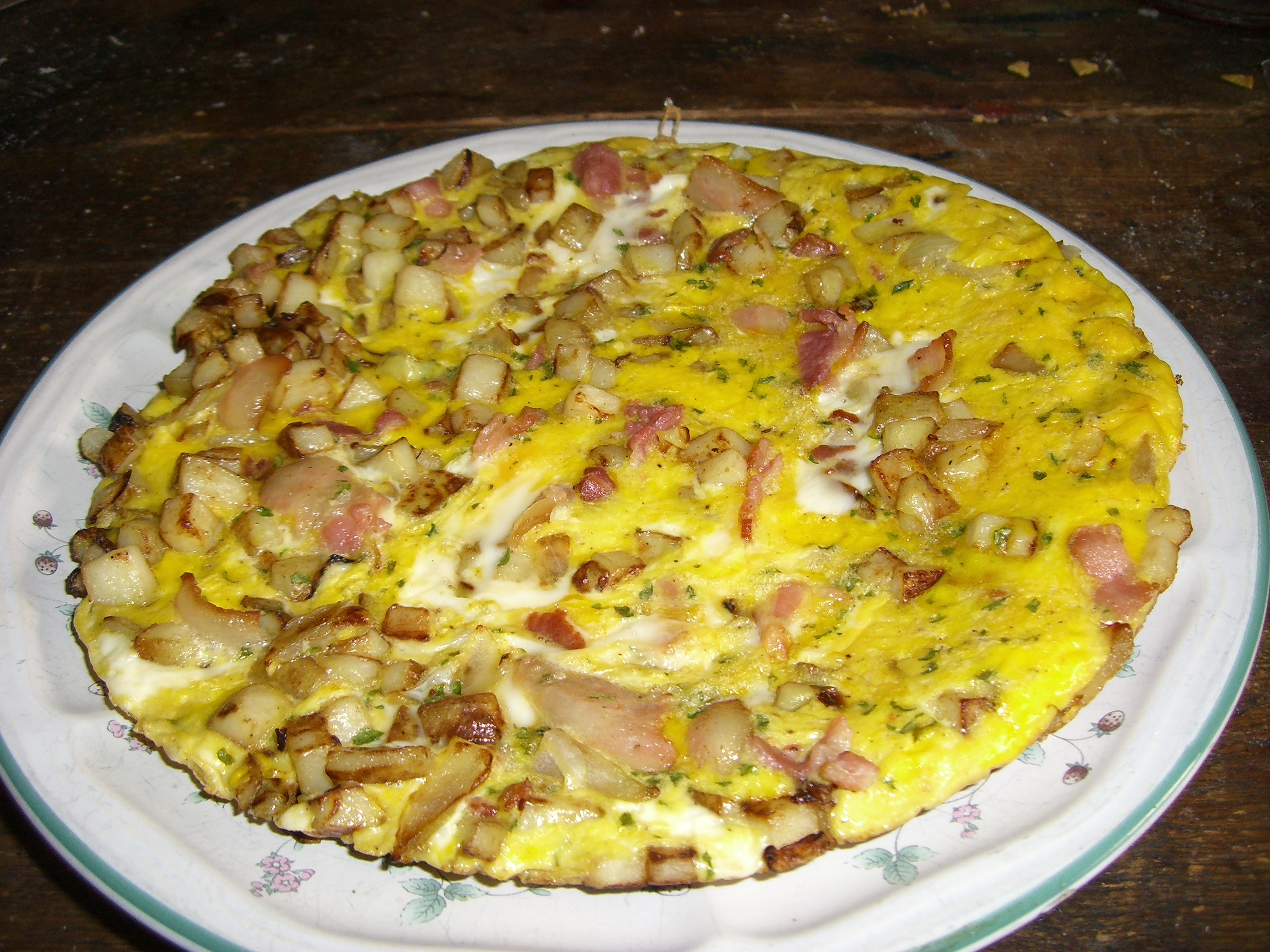
Frittata pasquale.

La base è costituita da uova sbattute e olio (di semi o d'oliva) o burro. Alle uova crude vengono aggiunti ingredienti come formaggio, prosciutto, pasta, verdure, latte o pangrattato. L'impasto viene lentamente cotto in padella o al forno. Dopo la cottura, la frittata può essere ulteriormente farcita, ad esempio con formaggio, salumi, verdure, cioccolato, marmellata, frutta, erba aromatiche o altri ingredienti. Un'altra procedura, secondo la quale le uova sbattute vengono versate sugli altri ingredienti direttamente nella padella sul fuoco, è descritta dall'Artusi.

### Frittata di cipolle
Piatto della tradizione popolare italiana, è composto da cipolle (o cipollotti freschi) appassite in olio d'oliva, uova, sale, formaggio grattugiato e pepe. Piatto povero per eccellenza, nei decenni passati era consumata come alimento principale dai braccianti, operai e lavoratori a giornata.
Talvolta si unisce maggiorana o altra erba aromatica. 
Una variante molto diffusa unisce alla cipolla patata a fettine.

### Frittata rognosa
Nella cucina piemontese (ma anche in quella di altre regioni del nord-Italia) è diffusa la frittata rognosa. Contiene dadini di salame che viene soffritto in padella, unendo poi uova sbattute con formaggio grattugiato ed erbe aromatiche.

### Frittata con gli zoccoli
Piatto della cucina toscana proveniente dalla tradizione contadina, è una frittata alta ed arricchita da cubetti di pancetta.

### Frittata di scammaro
Nella cucina napoletana è molto diffusa la frittata di maccheroni preparata tipicamente con vermicelli o spaghetti, in bianco o con il pomodoro. Può essere utilizzata la pasta avanzata del pranzo o della cena precedente, anche incorporando pezzi di prosciutto o di formaggio.

### Rafanata
Tipica della cucina lucana, prende il nome dall'ingrediente principale: il rafano rusticano. Gli ingredienti base sono uova, pecorino, rafano, e diverse varianti prevedono l'aggiunta di patate lesse, pezzente o soppressata. Tradizionalmente cotta alla brace, in tempi odierni viene anche cotta in forno.

## Locuzioni e proverbi italiani
Figurativamente il termine indica anche un pasticcio o un guaio combinato (es. "ormai la frittata è fatta", dopo che qualcuno ha fatto qualcosa di sbagliato, come invito a non pensarci più).
L'atto del "rivoltare la frittata" (una fase della cottura) viene invece associato ad un presunto tentativo di svicolare da una discussione, o di concluderla, cambiando artatamente i termini della questione: l'interpretazione del modo di dire è che nonostante un'azione energica (la frittata viene girata lanciandola in aria e riprendendola rovesciata nella padella) ed il diverso "punto di vista", l'oggetto del contendere (o, fuori di metafora, il contenuto della padella) non cambia.

## Frittate giganti
Nel 1535 fu preparata presso la certosa di Padula una frittata con ben mille uova in onore di Carlo V di Spagna che sostò presso la certosa con il suo esercito di ritorno vittorioso dalla battaglia di Tunisi.
L'evento viene ancora oggi celebrato ogni anno il 10 agosto, ed è stato citato nel film C'era una volta... di Francesco Rosi con Sophia Loren e Omar Sharif.
- Il 17 maggio del 1987, a Carcacia di Padrón in Spagna, il cuoco Antonio Rivera Casal preparò una frittata con 5000 uova, aggiungendovi 150 litri di olio e 499 chili di patate.
- A Colli a Volturno, un piccolo paese nella provincia di Isernia e a Casale (Carinola) in Provincia di Caserta, ogni anno nel giorno di Pasqua si rinnova una storica tradizione: ogni famiglia cucina una frittata contenente dalle 100 alle 500 uova, alle quali si aggiungono vari prodotti locali come salsiccia, prosciutto, formaggio, asparagi ecc.
- Ogni anno a Montaquila, si celebra la Sagra della Frittata, dove ogni famiglia contribuisce realizzando frittate di diverse grandezze. In tale occasione viene cucinata, a vista delle persone, la frittata più grande dell'evento: nell'anno 2017 il numero di uova è stato di 1469, ma come da tradizione ogni anno vengono aggiunte altre uova al fine di ingrandirla.

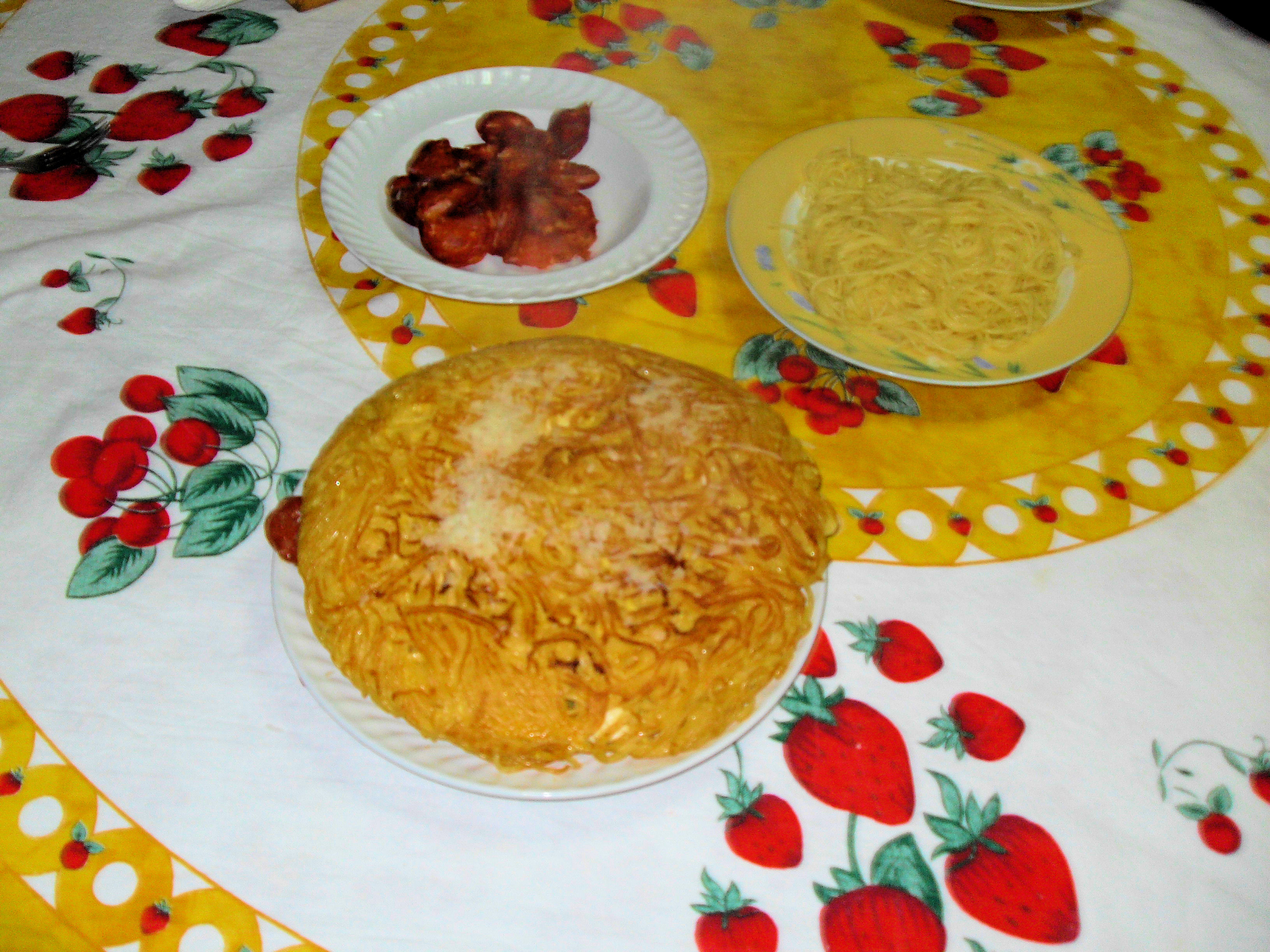
Frittata i Carunevale (Campora San Giovanni).